# Andrea Kießling
Andrea Kießling (* 1981 in Essen) ist eine deutsche Rechtswissenschaftlerin. Seit 2022 ist sie Professorin für Öffentliches Recht, Sozial- und Gesundheitsrecht und Migrationsrecht an der Johann Wolfgang Goethe-Universität Frankfurt am Main. Sie forscht daneben zum Polizei- und Ordnungsrecht.

## Leben
Von 2001 bis 2006 studierte Kießling an der Westfälischen Wilhelms-Universität Münster Rechtswissenschaft. 2006 legte sie die Erste juristische Prüfung ab. Nach einem Ergänzungsstudium an der Deutschen Universität für Verwaltungswissenschaften Speyer leistete Kießling ihr Referendariat am Landgericht Essen ab. 2009 bestand sie die Zweite juristische Prüfung. Im selben Jahr wurde sie Wissenschaftliche Mitarbeiterin am Lehrstuhl von Stefan Huster an der Ruhr-Universität Bochum. 2012 promovierte sie über „Die Abwehr terroristischer und extremistischer Gefahren durch Ausweisung“. Ab 2013 war Kießling dort Akademische Rätin a. Z. Im Wintersemester 2020/21 vertrat sie den Lehrstuhl für Öffentliches Recht, Sozial- und Gesundheitsrecht und Rechtsphilosophie an der Ruhr-Universität Bochum von Stefan Huster, im Sommersemester 2021 den Lehrstuhl für Öffentliches Recht, insbesondere Verwaltungswissenschaften, Kultur- und Religionsverfassungsrecht, von Hinnerk Wißmann an der Westfälischen Wilhelms-Universität Münster. 2021 habilitierte sich Kießling und erhielt die venia legendi für die Fächer Öffentliches Recht, Sozial- und Gesundheitsrecht und Migrationsrecht. Seit Mai 2022 ist sie Professorin für Öffentliches Recht, Sozial- und Gesundheitsrecht und Migrationsrecht an der Johann Wolfgang Goethe-Universität Frankfurt am Main. Im Jahr 2023 übernahm Kießling die Stellung als geschäftsführende Direktorin des Instituts für Europäische Gesundheitspolitik und Sozialrecht (ineges).  
Seit 2020 ist Kießling Herausgeberin eines Kommentars zum Infektionsschutzgesetz (IfSG). Während der COVID-19-Pandemie wurde sie bei Änderungen des Infektionsschutzgesetzes regelmäßig als Sachverständige vom Deutschen Bundestag geladen.

## Mitgliedschaften
- Netzwerk Migrationsrecht
- Deutscher Sozialrechtsverband e.V.
- Junge Wissenschaft im Öffentlichen Recht e.V.
- Verein zur Förderung der Rechtswissenschaft e.V.[1]

## Schriften (Auswahl)
- Infektionsschutzgesetz, Kommentar. C.H. Beck, München 2020, 2. Aufl. 2021, 3. Aufl. 2022. ISBN 978-3-406-77757-8. (Herausgeberin)
- Das Recht der öffentlichen Gesundheit – Krankheitsprävention und Gesundheitsförderung als Aufgaben des Staates. Verlag Mohr Siebeck, Tübingen 2023. ISBN 978-3-16-161689-1. (Habilitationsschrift)
- Epidemiegesetz. Entwurf eines Gesetzes zur Neuordnung der Rechtsgrundlagen der Epidemiebekämpfung. Nomos Verlag, Baden-Baden 2023. ISBN 978-3-7489-1346-7. (zusammen mit Johannes Gallon und Anna-Lena Hollo)
- Die Abwehr terroristischer und extremistischer Gefahren durch Ausweisung. Nomos Verlag, Baden-Baden 2012, Band 8 der Schriften zum Migrationsrecht. ISBN 978-3-8329-7747-4. (Dissertation)